# Ponte Linari
Ponte Linari è una frazione di Roma Capitale (zona "O" 35), situata in zona Z. XVI Torrenova, nel territorio del Municipio Roma VII (ex Municipio Roma X).
Sorge al 13º km di via Tuscolana, all'angolo con via di Tor Vergata, esternamente al Grande Raccordo Anulare.

## Storia
Nel XII secolo venne eretta una torre a sorveglianza della via Tuscolana e del territorio circostante.
Nel XIII secolo il terreno passò al monastero dei SS. Quattro Coronati sul Celio, dai quali la torre prese il nome di torre dei Santi Quattro.

La torre, a pianta quadrata, è alta 20 m e conserva alcuni merli ghibellini.